# 小行星6415
小行星6415（英語：6415）是一颗围绕太阳公转的小行星。1993年11月11日，上田清二、金田宏在钏路市发现了此天体。
这颗小行星的绝对星等为130.0480298225154等。